# Mugen no Ryvius
Mugen no Ryvius (jap. 無限のリヴァイアス), auch unter dem englischen Titel Infinite Ryvius bekannt, ist eine Anime-Serie aus dem Jahr 1999, die auch als Manga umgesetzt wurde.

## Handlung
Im Jahr 2225 wurde das Sonnensystem von einem Phänomen namens Gedult heimgesucht. Das Sonnensystem wurde von einem See aus Plasma überschwemmt, die Menschen kolonisierten andere Planeten.
Auf einer Raumstation namens Liebe Delta werden zukünftige Weltraumpiloten ausgebildet. Bei einem Anschlag auf die Station werden zwar alle Erwachsenen bei der Zerstörung der Station getötet, aber die jungen Pilotenanwärter können sich auf das Schiff Ryvius retten, das auf der Raumstation versteckt ist.
Die Heimkehr zur Erde wird im Folgenden durch die aufkeimenden Machtkämpfe innerhalb des Schiffes erschwert.

## Produktion und Veröffentlichungen
Die 26 Folgen umfassende Serie wurde vom Animationsstudio Sunrise und von Bandai Visual produziert. Regie führte Gorō Taniguchi. Das Drehbuch schrieben Yōsuke Kuroda und Yūichirō Takeda nach einer Idee von Hajime Yatate. Das Charakterdesign entwarf Hisashi Hirai und die künstlerische Leitung übernahm Shigemi Ikeda. 
Die Erstausstrahlung von Mugen no Ryvius fand vom 6. Oktober 1999 bis zum 29. März 2000 auf dem japanischen Fernsehsender TV Tokyo statt. Die Serie erschien später auch in den USA und in Frankreich sowie auf Arabisch.

### Synchronisation
| Rolle       | Japanischer Sprecher (Seiyū) |
| ----------- | ---------------------------- |
| Aoi Hōsen   | Hōko Kuwashima               |
| Kozue Izumi | Sakura Tange                 |
| Yūki Aiba   | Sōichiro Hoshi               |
| Kōji Aiba   | Tetsu Shiratori              |
| Ikumi Oze   | Tomokazu Seki                |

### Musik
Die Musik der Serie komponierte Katsuhisa Hattori. Das Vorspannlied dis- und das Lied zum Abspann, Yume o Sugitemo, wurden von Mika Arisaka gesungen.

## Manga-Adaption
Shinsuke Kurihashi setzte die Geschichte auch in Manga-Form um. 2000 erschienen in Japan zwei Sammelbände beim Media-Works-Verlag. ComicsOne veröffentlichte den Manga auf Englisch.

## Auszeichnungen
Die Serie wurde beim fünften Kobe Animation Festival 2000 als beste Fernsehserie ausgezeichnet.